# Anneke Zeinstra

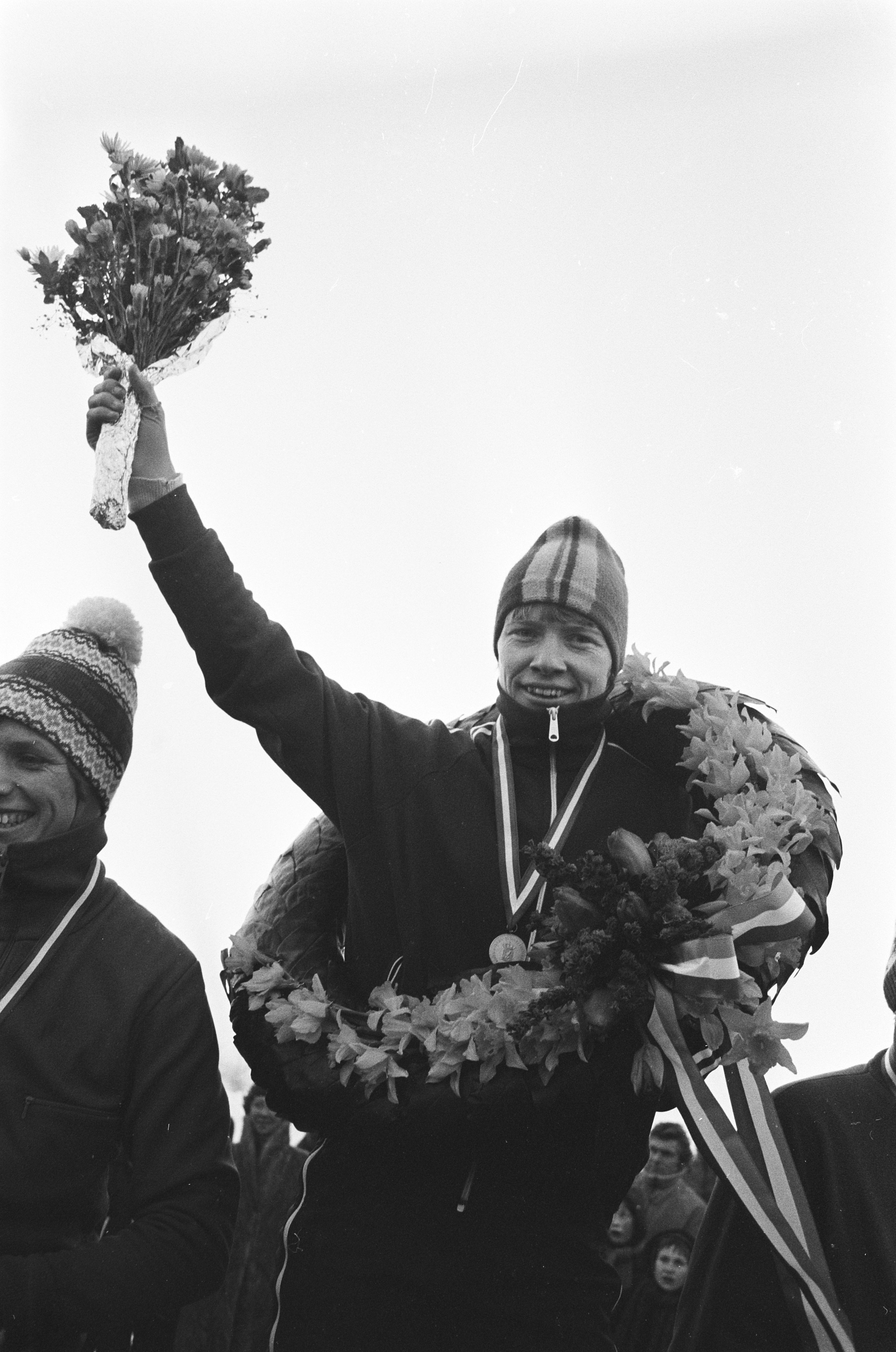
Anneke Zeinstra gehuldigd als Nederlands kampioene korte baan in 1979

Anneke Zeinstra (Warga, 4 juni 1953) is een Nederlands oud-schaatsster, geboren in de provincie Friesland. Ze werd tot een van de betere Nederlandse kortebaanrijders gerekend.

## Kortebaan

### Resultaten
| Jaar | NK Kortebaan | Plaats     | NK Kortebaan Junioren | Plaats     | Fries Kampioenschap | Plaats     | Fries Kampioenschap Junioren | Plaats        |
| ---- | ------------ | ---------- | --------------------- | ---------- | ------------------- | ---------- | ---------------------------- | ------------- |
| 1970 |              |            |                       |            |                     |            | Goud                         | Tijnje        |
| 1971 | 8e           | Heerenveen |                       |            |                     |            |                              |               |
| 1972 |              |            | Goud                  | Heerenveen |                     |            | Goud                         | Oosterlittens |
| 1974 | Goud         | Heerenveen |                       |            |                     |            |                              |               |
| 1976 | Zilver       | Heerenveen |                       |            |                     |            |                              |               |
| 1977 | 4e           | Heerenveen |                       |            |                     |            |                              |               |
| 1978 | 5e           | Westzaan   |                       |            | Goud                | Stiens     |                              |               |
| 1979 | Goud         | Genemuiden |                       |            | Goud                | Oranjewoud |                              |               |
| 1980 | Zilver       | Heerenveen |                       |            |                     |            |                              |               |

## Langebaan

### Resultaten
| Jaar | Fries Kampioenschap | NK Allround | WK Junioren |
| ---- | ------------------- | ----------- | ----------- |
| 1973 |                     |             | 7e          |
| 1974 |                     |             |             |
| 1975 |                     | NC13        |             |
| 1976 |                     | 9e          |             |
| 1977 |                     | NC13        |             |
| 1978 |                     | NC13        |             |
| 1979 |                     | 13e         |             |
| 1980 | Goud                | NC13e       |             |

NC# = niet gekwalificeerd voor de laatste afstand, maar wel als # geklasseerd in de eindrangschikking

### Persoonlijke records
| Afstand    | Tijd    | Datum            | Baan       |
| ---------- | ------- | ---------------- | ---------- |
| 500 meter  | 44,4    | 2 februari 1979  | Heerenveen |
| 1000 meter | 1.30,86 | 19 februari 1978 | Eindhoven  |
| 1500 meter | 2.21,7  | 28 november 1977 | Heerenveen |
| 3000 meter | 5.01,0  | 22 februari 1980 | Heerenveen |